# 奥姆卡雷斯赫瓦尔
奥姆卡雷斯赫瓦尔（Omkareshwar），是印度中央邦East Nimar县的一个城镇。总人口6616（2001年）。

## 人口
该地2001年总人口6616人，其中男性3562人，女性3054人；0—6岁人口1093人，其中男532人，女561人；识字率51.72%，其中男性为62.83%，女性为38.77%。